# دوري أبطال إفريقيا لكرة اليد 2014
دوري أبطال أفريقيا لكرة اليد 2014 هي الدورة 36 من هذه البطولة، نظمت بين 9 و19 أكتوبر 2014 في تونس العاصمة (تونس) من قبل الاتحاد الإفريقي لكرة اليد.

فاز به النادي الأفريقي وذلك لأول مرة في تاريخه فيها.

## المشاركين
يشارك في هذه المنافسة 10 فرق، وهم:
- النادي الأفريقي.
- الترجي الرياضي التونسي.
- النادي الأهلي.
- النادي الرياضي بالإسكندرية.
- وداد السمارة لكرة اليد.
- ملعب مندجي.
- نجم الكونغو.
- الشبيبة الرياضية بكينشاسا.
- فاب ياوندي.
- بليسينغ.

## الدور الأول

### مكونات المجموعات
المجموعة A
- النادي الأفريقي.
- النادي الأهلي.
- وداد السمارة لكرة اليد.
- نجم الكونغو.
- بليسينغ.

المجموعة B
- الترجي الرياضي التونسي.
- النادي الرياضي بالإسكندرية.
- ملعب مندجي.
- الشبيبة الرياضية بكينشاسا.
- فاب ياوندي.

### النتائج
|  | فريق ترشح للدور النهائي لدور الأبطال |

#### المجموعة A
| المركز | النادي                 | نقاط | فوز | تعادل | خسارة | له  | عليه | الفارق |
| ------ | ---------------------- | ---- | --- | ----- | ----- | --- | ---- | ------ |
| 1      | النادي الأهلي          | 8    | 4   | 0     | 0     | 127 | 84   | +43    |
| 2      | النادي الأفريقي        | 6    | 3   | 0     | 1     | 130 | 90   | +40    |
| 3      | وداد السمارة لكرة اليد | 4    | 2   | 0     | 2     | 98  | 100  | -2     |
| 4      | نجم الكونغو            | 2    | 1   | 0     | 3     | 92  | 114  | -22    |
| 5      | بليسينغ                | 0    | 0   | 0     | 4     | 72  | 131  | -59    |

#### المجموعة B
| المركز | النادي                     | نقاط | فوز | تعادل | خسارة | له  | عليه | الفارق |
| ------ | -------------------------- | ---- | --- | ----- | ----- | --- | ---- | ------ |
| 1      | الترجي الرياضي التونسي     | 8    | 4   | 0     | 0     | 120 | 91   | +29    |
| 2      | النادي الرياضي بالإسكندرية | 6    | 3   | 0     | 1     | 126 | 100  | +26    |
| 3      | ملعب مندجي                 | 4    | 2   | 0     | 2     | 126 | 124  | +2     |
| 4      | الشبيبة الرياضية بكينشاسا  | 2    | 1   | 0     | 3     | 98  | 130  | -32    |
| 5      | فاب ياوندي                 | 0    | 0   | 0     | 4     | 101 | 126  | -25    |

## البطل
| بطل دور أبطال أفريقيا لكرة اليد 2014 |
| النادي الأفريقي اللقب الأول          |
| ------------------------------------ |

- المدرب:  أيمن صلاح
- الفريق:  مكرم الميساوي،  إدريس الإدريسي،  أنور عياد،  حمزة المهذبي،  أسامة حسني،  سليم الهداوي،  أحمد القيزاني،  محمد الجيلاني معرف،  عبد الحق بن صالح،  أحمد الأحمر،  خالد الحاج يوسف،  إسلام حسن،  محمد السويسي،  يسري الغالي،  مكرم سلامة.

## مقالات ذات صلة
- دوري أبطال أفريقيا لكرة اليد.

## روابط خارجية
- الموقع الرسمي للاتحاد الإفريقي لكرة اليد.